# NGC 3420
NGC 3420 (również PGC 32453) – galaktyka spiralna z poprzeczką (SBa), znajdująca się w gwiazdozbiorze Hydry. Odkrył ją w 1886 roku Francis Leavenworth.